# Spring Hill (Florida)
Spring Hill ist  ein census-designated place (CDP) im Hernando County im US-Bundesstaat Florida mit 113.568 Einwohnern (Stand: 2020).

## Geographie
Spring Hill liegt rund 10 km südwestlich von Brooksville sowie etwa 50 km nördlich von Tampa. Der CDP wird vom U.S. Highway 19 sowie den Florida State Roads 50 und 589 (Suncoast Parkway, mautpflichtig) durchquert bzw. tangiert.

## Demographische Daten
Laut der Volkszählung 2010 verteilten sich die damaligen 98.621 Einwohner auf 44.823 Haushalte. Die Bevölkerungsdichte lag bei 716,7 Einw./km². 88,1 % der Bevölkerung bezeichneten sich als Weiße, 5,1 % als Afroamerikaner, 0,4 % als Indianer und 1,4 % als Asian Americans. 2,5 % gaben die Angehörigkeit zu einer anderen Ethnie und 2,5 % zu mehreren Ethnien an. 13,6 % der Bevölkerung bestand aus Hispanics oder Latinos.
Im Jahr 2010 lebten in 29,8 % aller Haushalte Kinder unter 18 Jahren sowie 39,3 % aller Haushalte Personen mit mindestens 65 Jahren. 71,1 % der Haushalte waren Familienhaushalte (bestehend aus verheirateten Paaren mit oder ohne Nachkommen bzw. einem Elternteil mit Nachkomme). Die durchschnittliche Größe eines Haushalts lag bei 2,49 Personen und die durchschnittliche Familiengröße bei 2,91 Personen.
23,8 % der Bevölkerung waren jünger als 20 Jahre, 20,7 % waren 20 bis 39 Jahre alt, 26,4 % waren 40 bis 59 Jahre alt und 29,1 % waren mindestens 60 Jahre alt. Das mittlere Alter betrug 44 Jahre. 47,5 % der Bevölkerung waren männlich und 52,5 % weiblich.
Das durchschnittliche Jahreseinkommen lag bei 41.568 $, dabei lebten 14,1 % der Bevölkerung unter der Armutsgrenze.
Im Jahr 2000 war Englisch die Muttersprache von 88,64 % der Bevölkerung, spanisch sprachen 5,97 % und 5,39 % hatten eine andere Muttersprache.

## Söhne und Töchter der Stadt
- Johnny Archer (* 1968), Poolbillardspieler